# Eucythere
Eucythere is een geslacht van kreeftachtigen uit de klasse van de Ostracoda (mosselkreeftjes).

## Soorten
- Eucythere (Rotundracythere) gravepuncta (Hornibrook, 1952) Swanson, 1969
- Eucythere (Rotundracythere) inaequa (Hornibrook, 1952) Eagar, 1971
- Eucythere (Rotundracythere) mytila (Hornibrook, 1952) Swanson, 1969
- Eucythere (Rotundracythere) polonezensis Blaszyk, 1987 †
- Eucythere (Rotundracythere) rotunda (Hornibrook, 1952) Morkhoven, 1963
- Eucythere (Rotundracythere) subovalis (Hornibrook, 1952) Swanson, 1969
- Eucythere alexanderi Schneider, 1939 †
- Eucythere anglica Brady, 1868
- Eucythere argus (Sars, 1866) Brady, 1868
- Eucythere bonnemai Deroo, 1966 †
- Eucythere bonnemata Coryell, 1963 †
- Eucythere brevis (Cornuel, 1846) Sharapova, 1939 †
- Eucythere brightseatensis (Berry, 1933) Alexander, 1936 †
- Eucythere brownstownensis Alexander, 1936 †
- Eucythere brunonis Donze, 1964 †
- Eucythere byramensis Howe & Law, 1936 †
- Eucythere calabra (Colalongo & Pasini, 1980)
- Eucythere chickasawhayensis Howe, 1936 †
- Eucythere circumcostata Whatley & Coles, 1987
- Eucythere concinna Ciampo, 1981 †
- Eucythere cuneata (Terquem, 1886) Coryell, 1963 †
- Eucythere curta Ruggieri, 1975
- Eucythere danica Colin, 1988 †
- Eucythere declivis (Norman, 1865) Brady, 1868
- Eucythere depressa (Terquem, 1886) Coryell, 1963 †
- Eucythere elongata Zhao (Yi-Chun) (Quan-Hong) in Wang et al., 1988
- Eucythere gibba Edwards, 1944 †
- Eucythere grenettei Carbonnel, 1969 †
- Eucythere grossepunctata (Chapman, 1904) Sharapova, 1939 †
- Eucythere hyboma Whatley & Coles, 1987
- Eucythere insolita Schneider, 1971
- Eucythere invisa Ciampo, 1981 †
- Eucythere jibacoensis Luebimova & Sanchez, 1974 †
- Eucythere laevigata (Terquem, 1886) Coryell, 1963 †
- Eucythere laevis Coles & Whatley, 1989 †
- Eucythere lenistriata Rosenfeld & Raab, 1984 †
- Eucythere lowei Howe, 1936 †
- Eucythere mackenziei Majoran, 1989 †
- Eucythere midwayensis Alexander, 1934 †
- Eucythere minoris Suzin, 1956 †
- Eucythere multipunctata Whatley & Coles, 1987
- Eucythere nehrui Banerji, 1970 †
- Eucythere obliquepunctata (Terquem, 1885) Coryell, 1963 †
- Eucythere pachythelis Hao (Yi-Chun) in Ruan & Hao (Yi-Chun), 1988
- Eucythere parvopunctata Sharapova, 1939 †
- Eucythere prava Brady & Robertson, 1869
- Eucythere pruniformis Sharapova, 1939 †
- Eucythere pubera Bonaduce, Ciampo & Masoli, 1976
- Eucythere pyramida Stephenson, 1946 †
- Eucythere reclinis Mandelstam & Luebimova, 1960 †
- Eucythere retiformis Ruan in Zeng, Ruan, Xu, Sun & Su, 1988
- Eucythere semiglypta Swain & Brown, 1964 †
- Eucythere serrata Zhao (Yi-Chun) (Quan-Hong) in Wang et al., 1988
- Eucythere shubutaensis Howe & Howe, 1973 †
- Eucythere sohli Brouwers & Hazel, 1980 †
- Eucythere sphaenoidea Hao (Yi-Chun) in Ruan & Hao (Yi-Chun), 1988
- Eucythere spinescens Seguenza, 1884
- Eucythere subhexangulata Sharapova, 1937 †
- Eucythere submytila Whatley & Downing, 1984 †
- Eucythere sulcocostatula Ayress, 1995 †
- Eucythere tamanica Schneider, 1949 †
- Eucythere tenuipunctata (Terquem, 1885) Coryell, 1963 †
- Eucythere triangula Whatley & Coles, 1987
- Eucythere triangularis Lienenklaus, 1894 †
- Eucythere triangulata Puri, 1954 †
- Eucythere triordinis Schmidt, 1948 †
- Eucythere undulata Klie, 1929
- Eucythere viriosa Guan, 1978 †
- Eucythere woodwardensis Howe, 1936 †
- Eucythere yugao Yajima, 1982 †